# P-Anisidina
p-anisidina es un compuesto orgánico con la fórmula CH3OC6H4NH2. Un sólido blanco, las muestras comerciales pueden aparecer de color marrón grisáceo debido a la oxidación por el aire. Es uno de los tres isómeros de anisidina, anilinas que contienen metoxilos. Se prepara por reducción de 4-nitroanisol.

## Toxicidad
La p-anisidina se condensa fácilmente con aldehídos y cetonas para formar bases de Schiff, que se absorben a 350 nm. Esta reacción colorimétrica se utiliza para probar la presencia de productos de oxidación en grasas y aceites, un método oficial de la American Oil Chemists' Society para detectarlos. Es particularmente buena para detectar aldehídos insaturados, los cuales tienen más probabilidades de generar sabores inaceptables, cualidad que la hace particularmente útil en pruebas de calidad de alimentos.

## Seguridad
La p-anisidina es un compuesto relativamente tóxico con un límite de exposición permisible de 0,5 mg/m³.